# 托馬斯·庫克航空

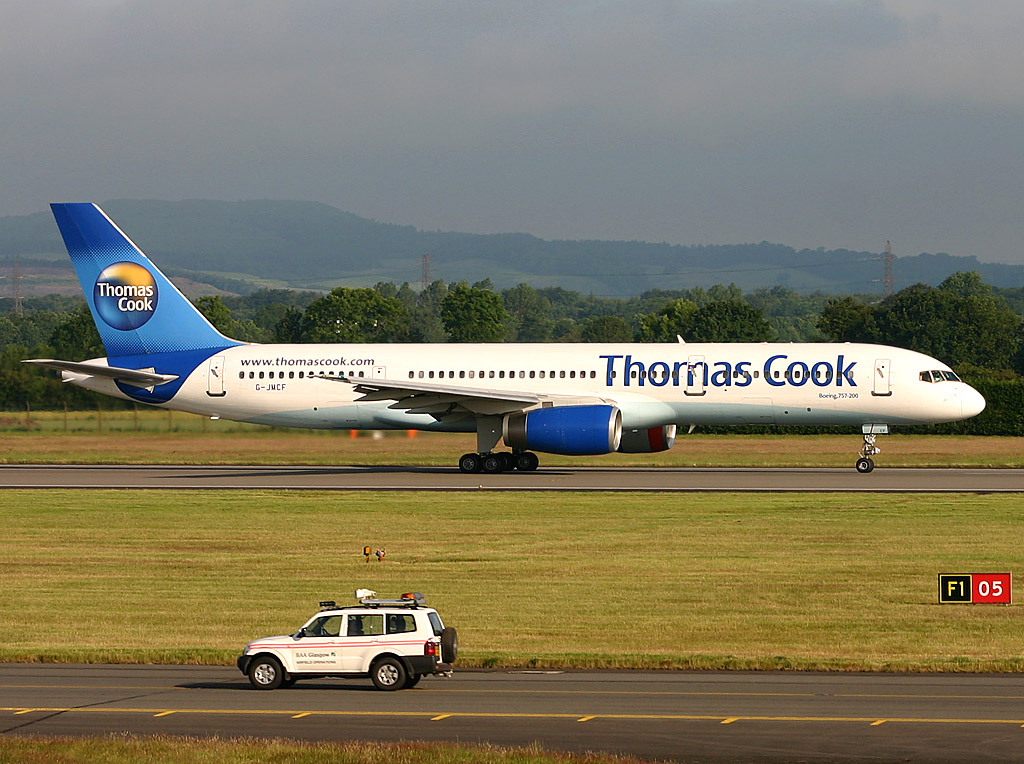
2006年，托马斯库克航空的一架旧涂装波音757-200在格拉斯哥国际机场

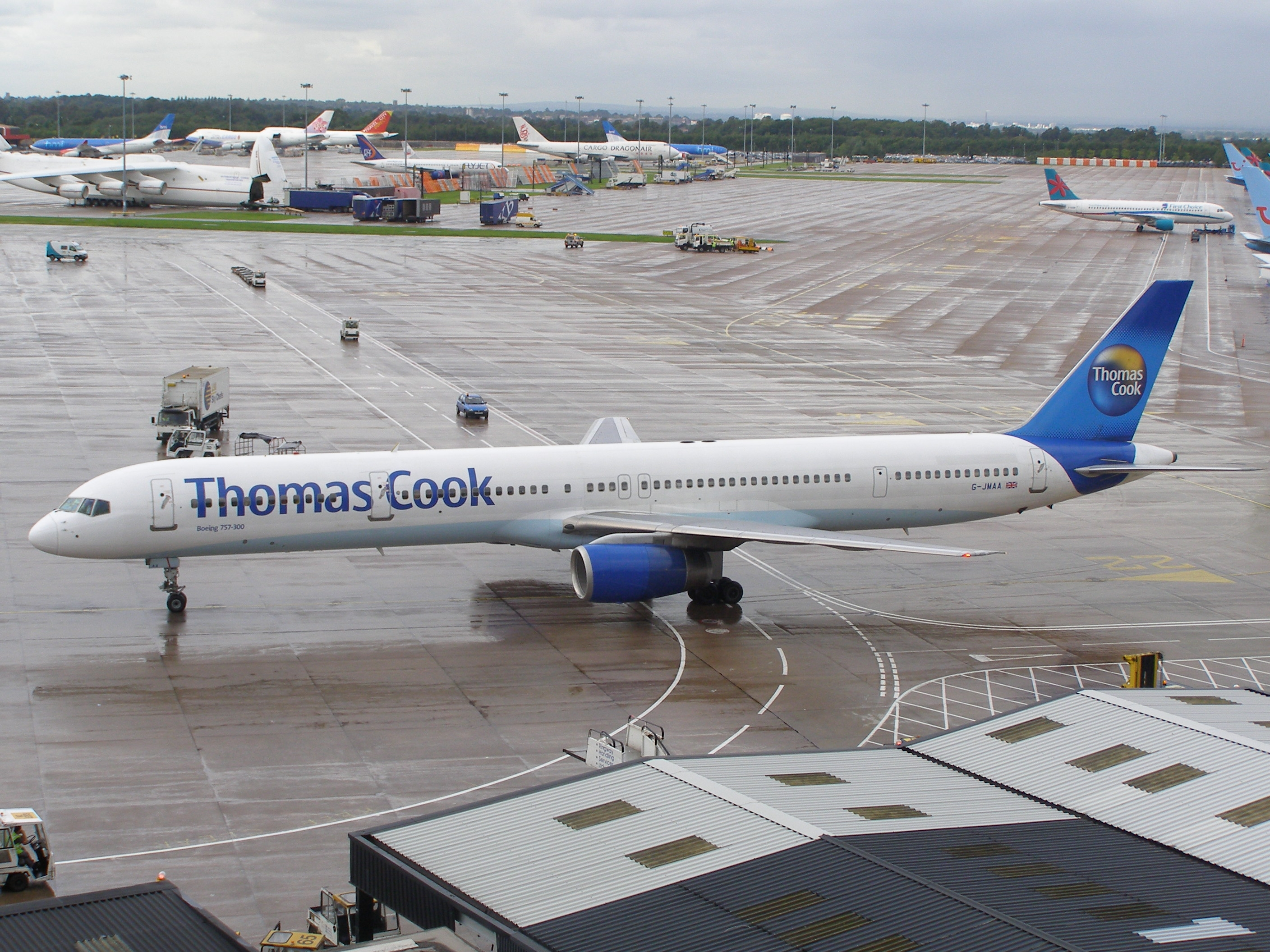
2006年，托马斯库克航空的一架旧涂装波音757-300在曼彻斯特機場

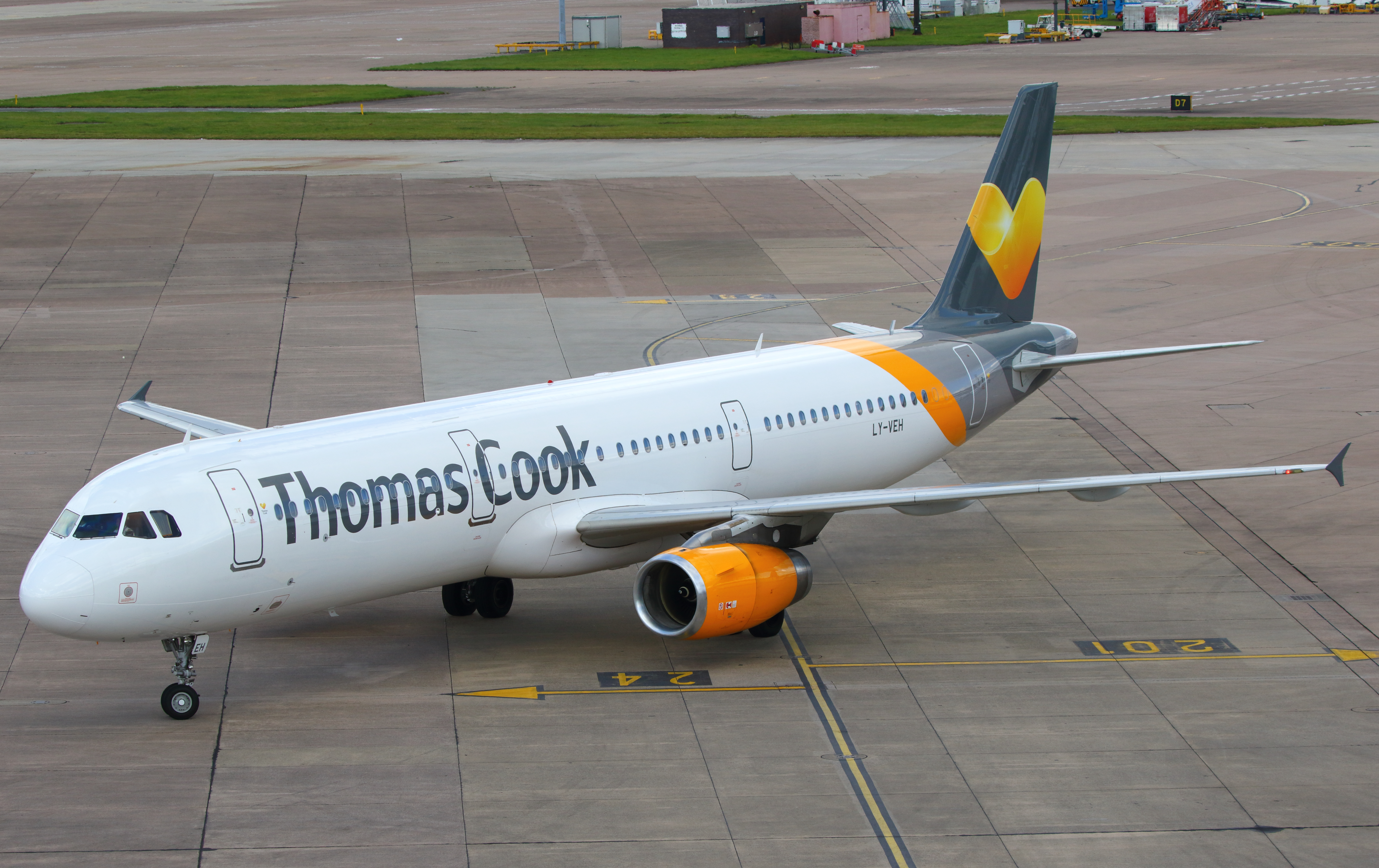
2017年托马斯库克航空的一架空中巴士A321在曼彻斯特机场

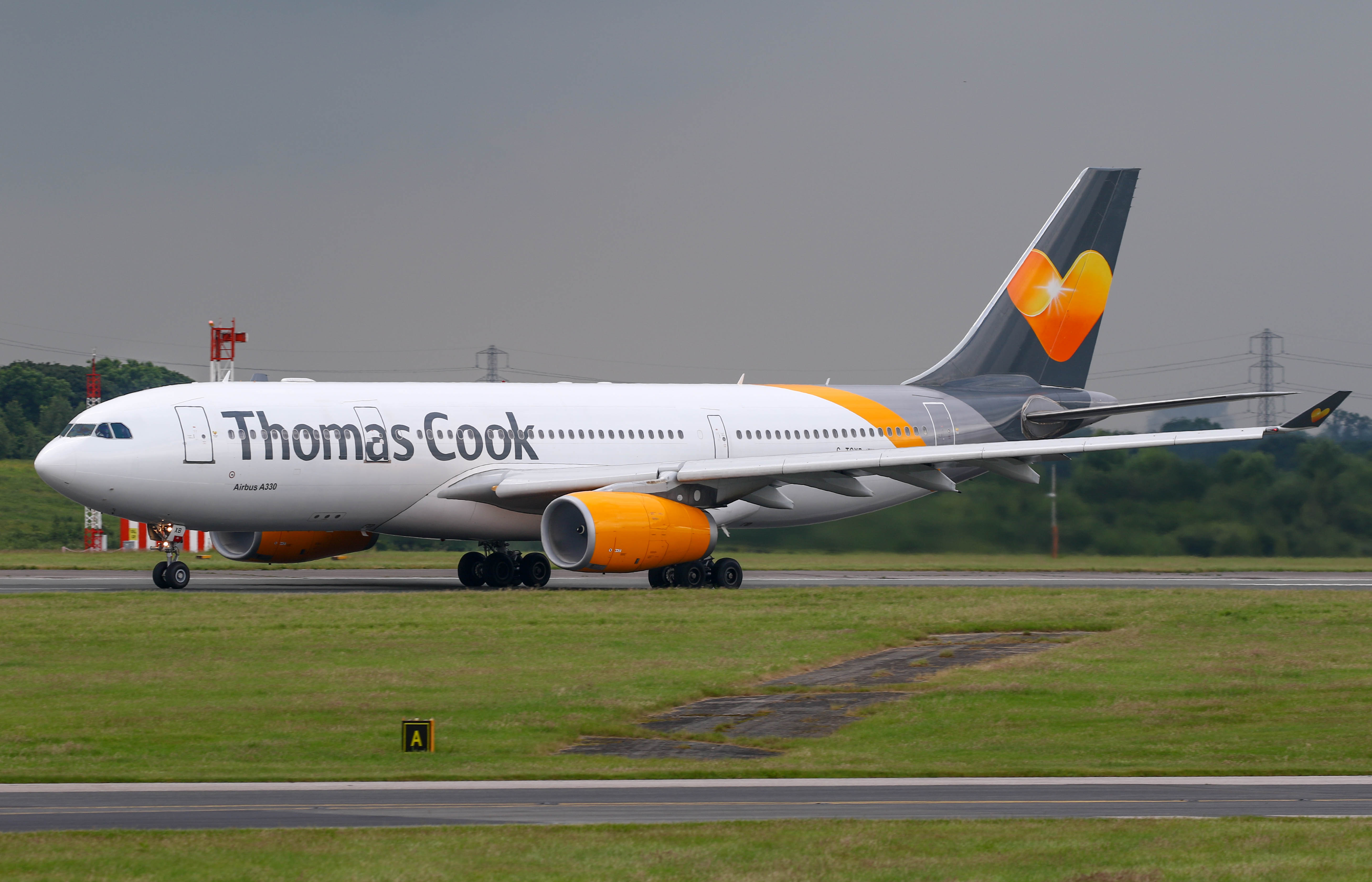
2016年，托马斯库克航空的一架空中巴士A330-200在曼彻斯特机场

托马斯·库克航空（Thomas Cook Airlines）是英国的一家包机航空公司，总部设于曼徹斯特，提供由英国前往世界各地主要度假地点的包机服务，在2012年的客流量超过6.7万人次。

## 历史
原有的托马斯库克集团（Thomas Cook AG）与英国任我行公司（MyTravel Group PLC）于2007年6月合并后，原英国托马斯库克航空与任我行航空（MyTravel Airways）于2008年3月30日合并成现有的托马斯库克航空，同年6月开始提供暑期包机服务。

### 英国托马斯库克航空
原有的托马斯库克航空前身为约翰·梅森·库克航空（JMC Airlines），于1999年9月1日成立，次年3月27日开始运营。约翰·梅森·库克航空由全胜航空（Flying Colours Airlines）和喀里多尼亚航空（Caledonian Airways，前身为英国空旅航空）合并而来，2003年3月31日更名为英国托马斯库克航空（Thomas Cook Airlines UK）。

### 任我行航空
2008年被托马斯库克航空合并的任我行航空（MyTravel Airways）成立于1990年，当时称空旅国际航空（Airtours International Airways）。空旅国际航空分别于1993年和1996年合并欧洲国际航空（Inter European Airways）和北欧包机公司首要航空（Premiair，前身是斯堪航空），并于2002年更名为“任我行航空”。

### 与托马斯库克集团其他航空公司的合并
2013年2月4日，托马斯库克集团宣布托马斯库克航空、比利时托马斯库克航空与神鹰航空将会合并成一间公司。神鹰航空目前正与托马斯库克航空在英国一些机场与美国奥兰多桑福德国际机场及麦卡伦国际机场之间的航班实行代码共享。

### 停业
该航空公司于 2019 年 9 月 23 日进入清算阶段。 世界各地的航空公司都使用他们的飞机将滞留的乘客送回英国。 遣返工作覆盖了 165,000 名乘客，是英国历史上最大的一次，比 2017 年 君主航空 倒闭的乘客人数增加了 65,000 名。 最后起飞的航班是 MT2643，注册 G-MLJL ( 空中巴士A330-243) 从 奧蘭多 到 曼徹斯特。 该航空公司的 AOC 已于 2019 年 11 月 7 日被撤销。

## 机队
截至2015年2月，托马斯库克航空公司的机队如下：
托马斯库克航空的飞机除了租予集团旗下的其它公司如斯堪的纳维亚托马斯库克航空和比利时托马斯库克航空外，还会在冬季租予其它航空公司，如西捷航空。

### 机队更新
2010年12月，托马斯·库克集团宣布使用空中客车A320系列替换其旗下四家航空公司原有的窄体机。这个为期五年的机队更新计划于2012年开始。
2011年1月，托马斯库克集团12架空客A321的订单得到确认，首批预计在2013年后期交付使用，这12架A321全数配鲨鳍小翼。

### 涂装
托马斯库克航空的新版飞机都采用白色机身涂装，机尾绘有的托马斯库克集团的标志性心形标志，机身后侧绘有橙色及灰色的绘线。而旧版即是采用白色机身涂装，机尾绘有托马斯库克集团的标志，机腹则涂为浅蓝色。